# Fenomenologia religii
Fenomenologia religii, w znaczeniu nauk o religii: inaczej religioznawstwo porównawcze – zestawienie faktów i systemów religijnych i dokonywanie porównań, po to aby odkryć specyfikę danego systemu religijnego. Jest to typ badań nad religią charakterystyczny dla badaczy skandynawskich (np. Chantepie de la Saussaye) czy też holenderskich (Gerardus van der Leeuw).
Natomiast od strony filozofii religii – metoda badania religii, jako zjawiska (fenomenu) kultury. Powstała na początku XX wieku i wywodzi się od metody fenomenologicznej Edmunda Husserla. Przyjmuje się tu za punkt wyjścia nie tyle fakty i systemy religijne, ile religię jako taką i bada się metodą fenomenologiczną jej istotność, znaczenie dla człowieka religijnego (przeżycie religijne) czy też oddziaływanie kulturowe. Określone wierzenia czy praktyki religijne mają tu mniejsze znaczenie niż w innych gałęziach religioznawstwa. 
Do najsłynniejszych fenomenologów religii należą: Max Scheler, Romano Guardini czy też, zorientowany także hermeneutycznie, Paul Ricoeur.